# Gustav Johansson (kokboksförfattare)
Gustav Johansson född den 13 mars 1987 är en svensk kokboksförfattare och matbloggare. Han driver matbloggen Jävligt gott och har gett ut flera kokböcker. Utöver detta håller han föreläsningar och utbildar andra inom vegetarisk matlagning. Gustav Johansson har vunnit Sveriges största matbloggspris både i kategorin "Bästa rörliga" (2018) och "Folkets val" (2016). Han fanns dessutom med på Aktuell hållbarhets lista över 2019 års mest spännande hållbarhetstalanger och Resumés lista 2019 över näringslivets 150 superkommunikatörer med motiveringen: "'Jävligtgott', en maktfaktor som har lyckats skapa en rörelse för vegansk/växtbaserad mat".